# Как сделать карьеру
«Как сделать карьеру» (англ. Career Opportunities) — американская романтическая комедия. В советском видеопрокате также известна под названием «Возможности карьеры». Премьера картины в США состоялась 29 марта 1991 года. Главные роли исполнили Фрэнк Уэйли и Дженнифер Коннелли.

## Сюжет
Джим Додж (Фрэнк Уэйли) — ленивый парень, болтун и выдумщик, которого неоднократно увольняли с работы. Отец ставит его перед выбором: или Джим берётся за ум, или покидает город и едет в Сент-Луис. Джим устраивается на работу ночным уборщиком в супермаркете, где его в первую же рабочую смену запирает начальник со словами: «Новичкам ключи не дают». Оставшись один, Джим развлекается как может: надевает женское платье, катается на роликах и т. д.
Неожиданно он натыкается на Джози Макклеллан (Дженнифер Коннелли), избалованную девушку из богатой семьи, с которой вместе учился в школе. Она признаётся Джиму, что пришла в магазин, чтобы что-нибудь украсть, но ничего не взяла, потому что струсила. Пообщавшись, молодые люди понимают, что завидуют друг другу. Джим завидует богатству и высокому социальному статусу Джози, а Джози мечтает вырваться из домашней «тюрьмы», в которую её заключил деспотичный отец. Молодые люди, пользуясь товарами, выставленными на прилавках, ужинают, слушают музыку, танцуют, целуются, катаются на роликах.
Всё идёт прекрасно, пока два бандита не пробираются в магазин. Гангстеры берут Джима и Джози в заложники. Джози, делая вид, что строит бандюганам глазки, угоняет их машину, а Джим, одолжив двустволку из кабинета начальника, арестовывает обоих. Прибывшая полиция находит разгромленный магазин, а в нём — двух закованных в цепи бандитов, за которыми давно охотятся правоохранительные органы.
А Джим и Джози оттягиваются на пляже в Лос-Анджелесе.

## Роли исполняли
- Фрэнк Уэйли — Джим Додж
- Дженнифер Коннелли — Джози МакКлеллан
- Дермот Малруни — Нестор Пайл
- Киран Малруни — Джил Кинни
- Джон М. Джексон — Бад Додж
- Дженни O’Хара — Дотти Додж
- Ноубл Уиллингэм — Роджер Рой МакКлеллан
- Уильям Форсайт — дворник
- Джон Кэнди (в титрах не указан) — Си Ди Марш (менеджер магазина «Target»)
- Барри Корбин — Дон, офицер